# Roger-Charles-Marcel Guérithault
Roger-Charles-Marcel Guérithault, francoski general, * 1880, † 1977.